# 红池坝镇
中岗乡，是中华人民共和国重庆市巫溪县下辖的一个乡镇级行政单位。

## 行政区划
中岗乡下辖以下地区：
中岗村、兴河村、大河村、小河村、铁岭村、茶山村、银洞村、榆树村、茶园村、龙台村、九坪村、渔沙村和金家村。